# Бе (Финистер)
Бе (фр. Baye) је насељено место у Француској у региону Бретања, у департману Финистер.
По подацима из 2011. године у општини је живело 1135 становника, а густина насељености је износила 155,69 становника/km².

## Демографија
| 1962. | 1968. | 1975. | 1982. | 1990. | 2011. |
| ----- | ----- | ----- | ----- | ----- | ----- |
| 438   | 414   | 547   | 781   | 895   | 1.135 |